# Toppers in concert 2015
Toppers in concert 2015: Crazy Summer Edition is de naam van de concerten op 23, 24, 29, 30 en 31 mei 2015 van de Toppers en de gelijknamige cd en dvd.

## Geschiedenis
Het kledingadvies van deze editie was White with a colorfull touch of summer. Zoals in de edities van 2013 en 2014 stond er dit jaar ook weer de Toppers FanZone op de ArenAPark aan de Zuidzijde van het stadion.
Gasten zijn onder andere Clouseau, Village People en Danny de Munk. Het concert dreigde in gevaar te komen door verschillende factoren. Froger kreeg bij opening van het tweede concert op 24 mei een zweepslag in zijn been. Met behandelingen van doktoren en pijnstillers kon Froger gewoon meedoen aan het concert. Op 26 mei raakte Joling betrokken bij een ongeluk met een 91-jarige vrouw. Hierdoor werden alle persmomenten van de Toppers geannuleerd, maar om de fans niet in de kou te laten staan, traden de Toppers de overige drie concerten op 29, 30 en 31 mei gewoon op.
Zanger Jeffrey Heesen verzorgde de 'halftime show'.
Door de verschillende concerten waren niet alle gasten bij alle concerten. Johnny de Mol zong met zijn moeder (Willeke Alberti) alleen op 29 en 30 mei het liedje 'De glimlach van een kind'. En op de speciale editie van 31 mei voor klanten en medewerkers van Jumbo Supermarkten waren Village People er niet, maar werden zij vervangen door de Brabantse zanger Guus Meeuwis en de Gebroeders Ko.
Hoewel de dubbel-dvd pas officieel op 25 september werd uitgebracht, was deze een week eerder al te verkrijgen bij onder meer Kruidvat met een extra bonus-cd.

## Tracklist

### Driedubbel-cd

#### Cd 1
1. Toppers 2015 Crazy Summer Medley
2. Wals Medley 2015
3. Serious Love Medley
4. Latin Summer Medley
5. Clouseau Medley
6. Wat Ben Je Zonder Vrienden
7. Poco Loco Disco Medley 2015
8. Golden Memories Medley
9. Mag Ik Dan Bij Jou
10. Gerard Joling Jubileum Medley
11. Good Old Days Medley
12. André Hazes Medley 2015

#### Cd 2
1. Polonaise Medley 2015
2. Hot Summer Medley
3. Dance Medley 3.0
4. Happy Hardcore Medley
5. New Disco Grooves Medley
6. Willeke Alberti Medley 2015
7. David Bisbal Hitmedley
8. One Moment In Time
9. Golden Earring Medley
10. We Love The 90's Medley
11. Village People Medley
12. René Froger Jubileum Medley 2015

#### Cd 3
1. Altijd Een Feest Medley 2015
2. Coconut Party Medley 2015
3. Latin Dance Medley
4. Over De Top 2015
5. Bonustrack: Halftime Show 2015

### Dubbel-dvd

#### Dvd 1
1. Toppers 2015 Crazy Summer Medley
2. Wals Medley 2015
3. Serious Love Medley
4. Latin Summer Medley
5. Clouseau Medley
6. Wat Ben Je Zonder Vrienden
7. Poco Loco Disco Medley 2015
8. Golden Memories Medley
9. Mag Ik Dan Bij Jou
10. Gerard Joling Jubileum Medley
11. Good Old Days Medley
12. André Hazes Medley 2015
13. Polonaise Medley 2015
14. Hot Summer Medley
15. Bonustrack: Halftime Show 2015

#### Dvd 2
1. Dance Medley 3.0
2. Happy Hardcore Medley
3. New Disco Grooves Medley
4. Willeke Alberti Medley 2015
5. David Bisbal Hitmedley
6. One Moment In Time
7. Golden Earring Medley
8. We Love The 90's Medley
9. Village People Medley
10. René Froger Jubileum Medley 2015
11. Altijd Een Feest Medley 2015
12. Coconut Party Medley 2015
13. Latin Dance Medley
14. Over De Top 2015

## Concert

### Deel 1
1. Toppers 2015 Crazy Summer Medley 
A. Samba De Janeiro 
B. Summer Jam 
C. Summer Time 
D. The Summer Is Magic 
E. Summer
2. Wals Medley 2015 
A. Aan De Amsterdamse Grachten 
B. Een Muis In Een Molen In Mooi Amsterdam 
C. De Oude Muzikant 
D. Niet Of Nooit Geweest 
E. Tranen Gelachen
3. Serious Love Medley 
A. I'm Not In Love 
B. Loving You  
C. How Am I Supposed To Live Without You  
D. Nothing Really Matters
4. Latin Summer Medley 
A. Quando Quando Quando 
B. Hot Hot Hot 
C. Bailamos
5. Clouseau Medley Clouseau 
A. Louise 
B. Laat Me Nu Toch Niet Alleen 
C. Passie 
D. Daar Gaat Ze
6. Wat Ben Je Zonder Vrienden
7. Poco Loco Disco Medley 
A. Loco Down In Acapulco 
B. I’m Outta Love 
C. Carribean Queen 
D. Beggin You 
E. High( Forever You And Me)
8. Golden Memories Medley Edsilia Rombley & René Froger 
A. Hemel & Aarde 
B. Baby Come To Me 
C. Run To Me
9. Mag Ik Dan Bij Jou Jeroen van der Boom
10. Gerard Joling Jubileum Medley 2015 Gerard Joling 
A. Ik Leef Mijn Droom 
B. Maar Vanavond 
C. Love Is In Your Eyes 
D. Het Is Nog Niet Voorbij 
E. Maak Me Gek
11. Good Old Days Medley 
A. The Second Time Around 
B. Give Me The Night 
C. Ain’t No Stoppin’ Us Now 
D. He’s The Greatest Dancer 
E. The First, The Last, My Everything
12. André Hazes Medley 2015 Roxaenne & André Hazes jr. 
A. Ik Meen Het 
B. Uit M'n Bol 
C. Ik Leef Mijn Eigen Leven 
D. Wat Is Dan Liefde 
E. De Zomer In Mijn Bol
13. Polonaise Medley 2015 Factor 12 & De Toppers 
A. Laat De Hele Boel Maar Waaien 
B. En Nou Die Handjes De Lucht In 
C. Och Was Ik Maar 
D. Kleine jodeljongen 
E. De Bostella
14. Hot Summer Medley 
A. Vamos A La Playa 
B. Hands Up 
C. Club Tropicana 
D. I’m Gonna Get You 
E. I’m Gonna Catch You 
F. Lambada

### Pauze
Halftime Show 2015

Gents / Driekes Hoekstra / Jeffrey Heesen / Mike Peterson 

A. We Hebben Een Woonboot 

B. Leef nu het kan 

C. Rosanne 

D. Jij Denkt Maar Dat Je Alles Mag Van mij 

E. Als De Nacht Verdwijnt 

F. Hij Was Maar Een Clown 

G. Als De Morgen Is Gekomen 

H. Iedereen Is Van De Wereld 

I. Ik Kan Het Niet Alleen 

J. Wat Zou Je Doen 

K. Dromen Zijn Bedrog 

L. Je Hoeft Niet Naar Huis Vannacht 

M. Alles Is Liefde 

N. Geheime Liefde

### Deel 2
1. Dance Medley 3.0 
A. Infinity 
B. Sex Bomb 
C. Blame  
D. Bad Romance  
E. Fireball
2. Happy Hardcore Medley 
A. Never Alone 
B. Wonderful Days 
C. Sing A Song 
D. Gabbertje 
E. Hava Nagila
3. New Disco Grooves Medley 
A. Roar 
B. Love Never Felt So Good 
C. Uptown Funk
4. Willeke Alberti Medley 2015 Willeke Alberti, Johnny de Mol & De Toppers 
A. Telkens Weer 
B. Ome Jan 
C. Carolientje 
D. Een reisje langs de Rijn 
E. Samen Zijn 
F. De glimlach van een kind
5. David Bisbal Hitmedley David Bisbal & Jeroen van der Boom 
A. Esclavo De Sus Besos 
B. Jij Bent Zo / Silencio 
C. Ave Maria
6. One Moment In Time Gerard Joling
7. Golden Earring Medley Barry Hay, René Froger & Jeroen van der Boom 
A. When The Lady Smiles 
B. Twilight Zone 
C. Radar Love
8. We Love The 90’s Medley 
A. I’ve Been Thinking About You 
B. Dirty Cash 
C. Show Me Love 
D. Alane 
E. Waiting for Tonight
9. Village People Medley Village People 
A. Go West 
B. In The Navy 
C. YMCA
10. René Froger Jubileum Medley 2015 René Froger 
A. Crazy Way About You  
B. Nobody Else 
C. Calling Out Your Name 
D. Your Place Or Mine 
E. Just Say Hello!
11. Altijd Een Feest Medley 2015 
A. ’T  Is Weer Voorbij Die Mooie Zomer 
B. Manuela 
C. Land Van Maas En Waal 
D. M’n Opa 
E. Ik Krijg Een Heel Apart Gevoel Van Binnen 
F. Heb Je Even Voor Mij
12. Coconut Party Medley 2015  Danny de Munck & De Toppers  
A. Ik Voel Me Zo Verdomd Alleen 
B. Vrienden Voor Het Leven 
C. Zullen We Maar Weer 
D. Wasmasjien
13. Latin Dance Medley 
A. Follow The Leader 
B. Que Si Que No 
C. I Need To Know 
D. Let The Sunshine 
E. Dr. Beat 
F. Ritmo De La Noche
14. Over De Top! 2015

## Hitnotering

### NederlandseAlbum Top 100
| Hitnotering (week 1 t/m 20): 05-09-2015 t/m 16-01-2016 Hitnotering (week 21): 21-05-2016 | Hitnotering (week 1 t/m 20): 05-09-2015 t/m 16-01-2016 Hitnotering (week 21): 21-05-2016 | Hitnotering (week 1 t/m 20): 05-09-2015 t/m 16-01-2016 Hitnotering (week 21): 21-05-2016 | Hitnotering (week 1 t/m 20): 05-09-2015 t/m 16-01-2016 Hitnotering (week 21): 21-05-2016 | Hitnotering (week 1 t/m 20): 05-09-2015 t/m 16-01-2016 Hitnotering (week 21): 21-05-2016 | Hitnotering (week 1 t/m 20): 05-09-2015 t/m 16-01-2016 Hitnotering (week 21): 21-05-2016 | Hitnotering (week 1 t/m 20): 05-09-2015 t/m 16-01-2016 Hitnotering (week 21): 21-05-2016 | Hitnotering (week 1 t/m 20): 05-09-2015 t/m 16-01-2016 Hitnotering (week 21): 21-05-2016 | Hitnotering (week 1 t/m 20): 05-09-2015 t/m 16-01-2016 Hitnotering (week 21): 21-05-2016 | Hitnotering (week 1 t/m 20): 05-09-2015 t/m 16-01-2016 Hitnotering (week 21): 21-05-2016 | Hitnotering (week 1 t/m 20): 05-09-2015 t/m 16-01-2016 Hitnotering (week 21): 21-05-2016 | Hitnotering (week 1 t/m 20): 05-09-2015 t/m 16-01-2016 Hitnotering (week 21): 21-05-2016 | Hitnotering (week 1 t/m 20): 05-09-2015 t/m 16-01-2016 Hitnotering (week 21): 21-05-2016 |
| Week:                                                                                    | 1                                                                                        | 2                                                                                        | 3                                                                                        | 4                                                                                        | 5                                                                                        | 6                                                                                        | 7                                                                                        | 8                                                                                        | 9                                                                                        | 10                                                                                       | 11                                                                                       | 12                                                                                       |
| ---------------------------------------------------------------------------------------- | ---------------------------------------------------------------------------------------- | ---------------------------------------------------------------------------------------- | ---------------------------------------------------------------------------------------- | ---------------------------------------------------------------------------------------- | ---------------------------------------------------------------------------------------- | ---------------------------------------------------------------------------------------- | ---------------------------------------------------------------------------------------- | ---------------------------------------------------------------------------------------- | ---------------------------------------------------------------------------------------- | ---------------------------------------------------------------------------------------- | ---------------------------------------------------------------------------------------- | ---------------------------------------------------------------------------------------- |
| Positie:                                                                                 | 1                                                                                        | 2                                                                                        | 1                                                                                        | 6                                                                                        | 8                                                                                        | 13                                                                                       | 17                                                                                       | 9                                                                                        | 25                                                                                       | 39                                                                                       | 49                                                                                       | 76                                                                                       |
| Week:                                                                                    | 13                                                                                       | 14                                                                                       | 15                                                                                       | 16                                                                                       | 17                                                                                       | 18                                                                                       | 19                                                                                       | 20                                                                                       |                                                                                          | 21                                                                                       |                                                                                          |                                                                                          |
| Positie:                                                                                 | 73                                                                                       | 77                                                                                       | 90                                                                                       | 76                                                                                       | 65                                                                                       | 92                                                                                       | 47                                                                                       | 85                                                                                       | uit                                                                                      | 81                                                                                       | uit                                                                                      |                                                                                          |

### Nederlandse DVD Top 30
| Hitnotering (week 1 t/m 64): 26-09-2015 t/m 10-12-2016 Hitnotering (week 65 t/m 66): 24-12-2016 t/m 31-12-2016 Hitnotering (week 67 t/m 70): 14-01-2017 t/m 04-02-2017 Hitnotering (week 71 t/m 77): 25-02-2017 t/m 08-04-2017 Hitnotering (week 78 t/m 79): 03-06-2017 t/m 10-06-2017 Hitnotering (week 80): 24-06-2017 Hitnotering (week 81 t/m 82): 02-09-2017 t/m 09-09-2017 Hitnotering (week 83): 10-03-2018 Hitnotering: 07-04-2018 (week 84) Hitnotering: 26-05-2018 (week 85) Hitnotering: 13-10-2018 (week 86) Hitnotering: 26-01-2019 (week 87) | Hitnotering (week 1 t/m 64): 26-09-2015 t/m 10-12-2016 Hitnotering (week 65 t/m 66): 24-12-2016 t/m 31-12-2016 Hitnotering (week 67 t/m 70): 14-01-2017 t/m 04-02-2017 Hitnotering (week 71 t/m 77): 25-02-2017 t/m 08-04-2017 Hitnotering (week 78 t/m 79): 03-06-2017 t/m 10-06-2017 Hitnotering (week 80): 24-06-2017 Hitnotering (week 81 t/m 82): 02-09-2017 t/m 09-09-2017 Hitnotering (week 83): 10-03-2018 Hitnotering: 07-04-2018 (week 84) Hitnotering: 26-05-2018 (week 85) Hitnotering: 13-10-2018 (week 86) Hitnotering: 26-01-2019 (week 87) | Hitnotering (week 1 t/m 64): 26-09-2015 t/m 10-12-2016 Hitnotering (week 65 t/m 66): 24-12-2016 t/m 31-12-2016 Hitnotering (week 67 t/m 70): 14-01-2017 t/m 04-02-2017 Hitnotering (week 71 t/m 77): 25-02-2017 t/m 08-04-2017 Hitnotering (week 78 t/m 79): 03-06-2017 t/m 10-06-2017 Hitnotering (week 80): 24-06-2017 Hitnotering (week 81 t/m 82): 02-09-2017 t/m 09-09-2017 Hitnotering (week 83): 10-03-2018 Hitnotering: 07-04-2018 (week 84) Hitnotering: 26-05-2018 (week 85) Hitnotering: 13-10-2018 (week 86) Hitnotering: 26-01-2019 (week 87) | Hitnotering (week 1 t/m 64): 26-09-2015 t/m 10-12-2016 Hitnotering (week 65 t/m 66): 24-12-2016 t/m 31-12-2016 Hitnotering (week 67 t/m 70): 14-01-2017 t/m 04-02-2017 Hitnotering (week 71 t/m 77): 25-02-2017 t/m 08-04-2017 Hitnotering (week 78 t/m 79): 03-06-2017 t/m 10-06-2017 Hitnotering (week 80): 24-06-2017 Hitnotering (week 81 t/m 82): 02-09-2017 t/m 09-09-2017 Hitnotering (week 83): 10-03-2018 Hitnotering: 07-04-2018 (week 84) Hitnotering: 26-05-2018 (week 85) Hitnotering: 13-10-2018 (week 86) Hitnotering: 26-01-2019 (week 87) | Hitnotering (week 1 t/m 64): 26-09-2015 t/m 10-12-2016 Hitnotering (week 65 t/m 66): 24-12-2016 t/m 31-12-2016 Hitnotering (week 67 t/m 70): 14-01-2017 t/m 04-02-2017 Hitnotering (week 71 t/m 77): 25-02-2017 t/m 08-04-2017 Hitnotering (week 78 t/m 79): 03-06-2017 t/m 10-06-2017 Hitnotering (week 80): 24-06-2017 Hitnotering (week 81 t/m 82): 02-09-2017 t/m 09-09-2017 Hitnotering (week 83): 10-03-2018 Hitnotering: 07-04-2018 (week 84) Hitnotering: 26-05-2018 (week 85) Hitnotering: 13-10-2018 (week 86) Hitnotering: 26-01-2019 (week 87) | Hitnotering (week 1 t/m 64): 26-09-2015 t/m 10-12-2016 Hitnotering (week 65 t/m 66): 24-12-2016 t/m 31-12-2016 Hitnotering (week 67 t/m 70): 14-01-2017 t/m 04-02-2017 Hitnotering (week 71 t/m 77): 25-02-2017 t/m 08-04-2017 Hitnotering (week 78 t/m 79): 03-06-2017 t/m 10-06-2017 Hitnotering (week 80): 24-06-2017 Hitnotering (week 81 t/m 82): 02-09-2017 t/m 09-09-2017 Hitnotering (week 83): 10-03-2018 Hitnotering: 07-04-2018 (week 84) Hitnotering: 26-05-2018 (week 85) Hitnotering: 13-10-2018 (week 86) Hitnotering: 26-01-2019 (week 87) | Hitnotering (week 1 t/m 64): 26-09-2015 t/m 10-12-2016 Hitnotering (week 65 t/m 66): 24-12-2016 t/m 31-12-2016 Hitnotering (week 67 t/m 70): 14-01-2017 t/m 04-02-2017 Hitnotering (week 71 t/m 77): 25-02-2017 t/m 08-04-2017 Hitnotering (week 78 t/m 79): 03-06-2017 t/m 10-06-2017 Hitnotering (week 80): 24-06-2017 Hitnotering (week 81 t/m 82): 02-09-2017 t/m 09-09-2017 Hitnotering (week 83): 10-03-2018 Hitnotering: 07-04-2018 (week 84) Hitnotering: 26-05-2018 (week 85) Hitnotering: 13-10-2018 (week 86) Hitnotering: 26-01-2019 (week 87) | Hitnotering (week 1 t/m 64): 26-09-2015 t/m 10-12-2016 Hitnotering (week 65 t/m 66): 24-12-2016 t/m 31-12-2016 Hitnotering (week 67 t/m 70): 14-01-2017 t/m 04-02-2017 Hitnotering (week 71 t/m 77): 25-02-2017 t/m 08-04-2017 Hitnotering (week 78 t/m 79): 03-06-2017 t/m 10-06-2017 Hitnotering (week 80): 24-06-2017 Hitnotering (week 81 t/m 82): 02-09-2017 t/m 09-09-2017 Hitnotering (week 83): 10-03-2018 Hitnotering: 07-04-2018 (week 84) Hitnotering: 26-05-2018 (week 85) Hitnotering: 13-10-2018 (week 86) Hitnotering: 26-01-2019 (week 87) | Hitnotering (week 1 t/m 64): 26-09-2015 t/m 10-12-2016 Hitnotering (week 65 t/m 66): 24-12-2016 t/m 31-12-2016 Hitnotering (week 67 t/m 70): 14-01-2017 t/m 04-02-2017 Hitnotering (week 71 t/m 77): 25-02-2017 t/m 08-04-2017 Hitnotering (week 78 t/m 79): 03-06-2017 t/m 10-06-2017 Hitnotering (week 80): 24-06-2017 Hitnotering (week 81 t/m 82): 02-09-2017 t/m 09-09-2017 Hitnotering (week 83): 10-03-2018 Hitnotering: 07-04-2018 (week 84) Hitnotering: 26-05-2018 (week 85) Hitnotering: 13-10-2018 (week 86) Hitnotering: 26-01-2019 (week 87) | Hitnotering (week 1 t/m 64): 26-09-2015 t/m 10-12-2016 Hitnotering (week 65 t/m 66): 24-12-2016 t/m 31-12-2016 Hitnotering (week 67 t/m 70): 14-01-2017 t/m 04-02-2017 Hitnotering (week 71 t/m 77): 25-02-2017 t/m 08-04-2017 Hitnotering (week 78 t/m 79): 03-06-2017 t/m 10-06-2017 Hitnotering (week 80): 24-06-2017 Hitnotering (week 81 t/m 82): 02-09-2017 t/m 09-09-2017 Hitnotering (week 83): 10-03-2018 Hitnotering: 07-04-2018 (week 84) Hitnotering: 26-05-2018 (week 85) Hitnotering: 13-10-2018 (week 86) Hitnotering: 26-01-2019 (week 87) | Hitnotering (week 1 t/m 64): 26-09-2015 t/m 10-12-2016 Hitnotering (week 65 t/m 66): 24-12-2016 t/m 31-12-2016 Hitnotering (week 67 t/m 70): 14-01-2017 t/m 04-02-2017 Hitnotering (week 71 t/m 77): 25-02-2017 t/m 08-04-2017 Hitnotering (week 78 t/m 79): 03-06-2017 t/m 10-06-2017 Hitnotering (week 80): 24-06-2017 Hitnotering (week 81 t/m 82): 02-09-2017 t/m 09-09-2017 Hitnotering (week 83): 10-03-2018 Hitnotering: 07-04-2018 (week 84) Hitnotering: 26-05-2018 (week 85) Hitnotering: 13-10-2018 (week 86) Hitnotering: 26-01-2019 (week 87) | Hitnotering (week 1 t/m 64): 26-09-2015 t/m 10-12-2016 Hitnotering (week 65 t/m 66): 24-12-2016 t/m 31-12-2016 Hitnotering (week 67 t/m 70): 14-01-2017 t/m 04-02-2017 Hitnotering (week 71 t/m 77): 25-02-2017 t/m 08-04-2017 Hitnotering (week 78 t/m 79): 03-06-2017 t/m 10-06-2017 Hitnotering (week 80): 24-06-2017 Hitnotering (week 81 t/m 82): 02-09-2017 t/m 09-09-2017 Hitnotering (week 83): 10-03-2018 Hitnotering: 07-04-2018 (week 84) Hitnotering: 26-05-2018 (week 85) Hitnotering: 13-10-2018 (week 86) Hitnotering: 26-01-2019 (week 87) | Hitnotering (week 1 t/m 64): 26-09-2015 t/m 10-12-2016 Hitnotering (week 65 t/m 66): 24-12-2016 t/m 31-12-2016 Hitnotering (week 67 t/m 70): 14-01-2017 t/m 04-02-2017 Hitnotering (week 71 t/m 77): 25-02-2017 t/m 08-04-2017 Hitnotering (week 78 t/m 79): 03-06-2017 t/m 10-06-2017 Hitnotering (week 80): 24-06-2017 Hitnotering (week 81 t/m 82): 02-09-2017 t/m 09-09-2017 Hitnotering (week 83): 10-03-2018 Hitnotering: 07-04-2018 (week 84) Hitnotering: 26-05-2018 (week 85) Hitnotering: 13-10-2018 (week 86) Hitnotering: 26-01-2019 (week 87) | Hitnotering (week 1 t/m 64): 26-09-2015 t/m 10-12-2016 Hitnotering (week 65 t/m 66): 24-12-2016 t/m 31-12-2016 Hitnotering (week 67 t/m 70): 14-01-2017 t/m 04-02-2017 Hitnotering (week 71 t/m 77): 25-02-2017 t/m 08-04-2017 Hitnotering (week 78 t/m 79): 03-06-2017 t/m 10-06-2017 Hitnotering (week 80): 24-06-2017 Hitnotering (week 81 t/m 82): 02-09-2017 t/m 09-09-2017 Hitnotering (week 83): 10-03-2018 Hitnotering: 07-04-2018 (week 84) Hitnotering: 26-05-2018 (week 85) Hitnotering: 13-10-2018 (week 86) Hitnotering: 26-01-2019 (week 87) | Hitnotering (week 1 t/m 64): 26-09-2015 t/m 10-12-2016 Hitnotering (week 65 t/m 66): 24-12-2016 t/m 31-12-2016 Hitnotering (week 67 t/m 70): 14-01-2017 t/m 04-02-2017 Hitnotering (week 71 t/m 77): 25-02-2017 t/m 08-04-2017 Hitnotering (week 78 t/m 79): 03-06-2017 t/m 10-06-2017 Hitnotering (week 80): 24-06-2017 Hitnotering (week 81 t/m 82): 02-09-2017 t/m 09-09-2017 Hitnotering (week 83): 10-03-2018 Hitnotering: 07-04-2018 (week 84) Hitnotering: 26-05-2018 (week 85) Hitnotering: 13-10-2018 (week 86) Hitnotering: 26-01-2019 (week 87) | Hitnotering (week 1 t/m 64): 26-09-2015 t/m 10-12-2016 Hitnotering (week 65 t/m 66): 24-12-2016 t/m 31-12-2016 Hitnotering (week 67 t/m 70): 14-01-2017 t/m 04-02-2017 Hitnotering (week 71 t/m 77): 25-02-2017 t/m 08-04-2017 Hitnotering (week 78 t/m 79): 03-06-2017 t/m 10-06-2017 Hitnotering (week 80): 24-06-2017 Hitnotering (week 81 t/m 82): 02-09-2017 t/m 09-09-2017 Hitnotering (week 83): 10-03-2018 Hitnotering: 07-04-2018 (week 84) Hitnotering: 26-05-2018 (week 85) Hitnotering: 13-10-2018 (week 86) Hitnotering: 26-01-2019 (week 87) | Hitnotering (week 1 t/m 64): 26-09-2015 t/m 10-12-2016 Hitnotering (week 65 t/m 66): 24-12-2016 t/m 31-12-2016 Hitnotering (week 67 t/m 70): 14-01-2017 t/m 04-02-2017 Hitnotering (week 71 t/m 77): 25-02-2017 t/m 08-04-2017 Hitnotering (week 78 t/m 79): 03-06-2017 t/m 10-06-2017 Hitnotering (week 80): 24-06-2017 Hitnotering (week 81 t/m 82): 02-09-2017 t/m 09-09-2017 Hitnotering (week 83): 10-03-2018 Hitnotering: 07-04-2018 (week 84) Hitnotering: 26-05-2018 (week 85) Hitnotering: 13-10-2018 (week 86) Hitnotering: 26-01-2019 (week 87) | Hitnotering (week 1 t/m 64): 26-09-2015 t/m 10-12-2016 Hitnotering (week 65 t/m 66): 24-12-2016 t/m 31-12-2016 Hitnotering (week 67 t/m 70): 14-01-2017 t/m 04-02-2017 Hitnotering (week 71 t/m 77): 25-02-2017 t/m 08-04-2017 Hitnotering (week 78 t/m 79): 03-06-2017 t/m 10-06-2017 Hitnotering (week 80): 24-06-2017 Hitnotering (week 81 t/m 82): 02-09-2017 t/m 09-09-2017 Hitnotering (week 83): 10-03-2018 Hitnotering: 07-04-2018 (week 84) Hitnotering: 26-05-2018 (week 85) Hitnotering: 13-10-2018 (week 86) Hitnotering: 26-01-2019 (week 87) | Hitnotering (week 1 t/m 64): 26-09-2015 t/m 10-12-2016 Hitnotering (week 65 t/m 66): 24-12-2016 t/m 31-12-2016 Hitnotering (week 67 t/m 70): 14-01-2017 t/m 04-02-2017 Hitnotering (week 71 t/m 77): 25-02-2017 t/m 08-04-2017 Hitnotering (week 78 t/m 79): 03-06-2017 t/m 10-06-2017 Hitnotering (week 80): 24-06-2017 Hitnotering (week 81 t/m 82): 02-09-2017 t/m 09-09-2017 Hitnotering (week 83): 10-03-2018 Hitnotering: 07-04-2018 (week 84) Hitnotering: 26-05-2018 (week 85) Hitnotering: 13-10-2018 (week 86) Hitnotering: 26-01-2019 (week 87) | Hitnotering (week 1 t/m 64): 26-09-2015 t/m 10-12-2016 Hitnotering (week 65 t/m 66): 24-12-2016 t/m 31-12-2016 Hitnotering (week 67 t/m 70): 14-01-2017 t/m 04-02-2017 Hitnotering (week 71 t/m 77): 25-02-2017 t/m 08-04-2017 Hitnotering (week 78 t/m 79): 03-06-2017 t/m 10-06-2017 Hitnotering (week 80): 24-06-2017 Hitnotering (week 81 t/m 82): 02-09-2017 t/m 09-09-2017 Hitnotering (week 83): 10-03-2018 Hitnotering: 07-04-2018 (week 84) Hitnotering: 26-05-2018 (week 85) Hitnotering: 13-10-2018 (week 86) Hitnotering: 26-01-2019 (week 87) |    |
| Week: | 1 | 2 | 3 | 4 | 5 | 6 | 7 | 8 | 9 | 10 | 11 | 12 | 13 | 14 | 15 | 16 | 17 | 18 | 19 | 20 |
| --- | --- | --- | --- | --- | --- | --- | --- | --- | --- | --- | --- | --- | --- | --- | --- | --- | --- | --- | --- | -- |
| Positie: | 6 | 1 | 1 | 1 | 1 | 1 | 1 | 1 | 3 | 4 | 2 | 3 | 2 | 2 | 2 | 1 | 1 | 3 | 4 | 5  |
| Week: | 21 | 22 | 23 | 24 | 25 | 26 | 27 | 28 | 29 | 30 | 31 | 32 | 33 | 34 | 35 | 36 | 37 | 38 | 39 | 40 |
| Positie: | 2 | 2 | 4 | 3 | 5 | 4 | 4 | 10 | 12 | 7 | 10 | 10 | 5 | 4 | 3 | 4 | 8 | 11 | 12 | 11 |
| Week: | 41 | 42 | 43 | 44 | 45 | 46 | 47 | 48 | 49 | 50 | 51 | 52 | 53 | 54 | 55 | 56 | 57 | 58 | 59 | 60 |
| Positie: | 12 | 11 | 6 | 6 | 6 | 12 | 12 | 6 | 8 | 8 | 9 | 10 | 11 | 12 | 17 | 17 | 16 | 14 | 20 | 27 |
| Week: | 61 | 62 | 63 | 64 | | 65 | 66 | | 67 | 68 | 69 | 70 | | 71 | 72 | 73 | 74 | 75 | 76 | 77 |
| Positie: | 19 | 25 | 24 | 30 | uit | 15 | 18 | uit | 14 | 20 | 18 | 30 | uit | 29 | 22 | 10 | 13 | 17 | 24 | 30 |
| Week: | 78 | 79 | | 80 | | 81 | 82 | | 83 | | 84 | | 85 | | 86 | | 87 | | |    |
| Positie: | uit | 15 | 21 | uit | 26 | uit | 27 | 17 | uit | 22 | uit | 22 | uit | 30 | uit | 29 | uit | 24 | uit |    |